# Vierge de Monton
La Vierge de Monton est une statue d'une Vierge à l'Enfant située en France sur la commune de Veyre-Monton, dans le département du Puy-de-Dôme en région d'Auvergne-Rhône-Alpes.
Construite au XIXe siècle par Aristide Belloc, elle est la 4e plus haute statue de France par ses 21 mètres de haut et pèse 220 tonnes.

## Géographie
La Vierge de Monton se situe à Veyre-Monton, en Auvergne. Elle domine le puy de Monton. On y voit le puy de Dôme par beau temps.

## Histoire et caractéristiques
La Vierge monumentale fut érigée à la suite d’une mission prêchée en 1863 par les pères capucins Flavien et Théodore. Les missionnaires avaient mis sous la protection de la Vierge le ministère qu'ils venaient accomplir dans la paroisse. Ils terminèrent la mission par une consécration solennelle de tous les habitants à Marie. 
Pour garder le souvenir de cette mission, on eut l'idée d'ériger une statue monumentale. Financée à l’époque par souscription, la statue a été inaugurée afin de recevoir des offrandes pour Notre-Dame de Monton. Les offrandes lui étant destinées sont placées dans une crypte prévue à cet effet. Construite en pierre blanche de Beaucaire par Aristide Belloc, elle a été inaugurée le 22 août 1869.
Depuis cette date, un pèlerinage est organisé chaque dernier week-end d'août au départ du bourg vers la statue de la Vierge.
La statue n'appartient ni à l'État, ni à la commune, mais aux habitants de Veyre-Monton. Tous les 15 ans, la statue est restaurée grâce aux dons. La dernière restauration en date de la Vierge de Monton remonte à octobre 2014. Elle fut financée par les dons des habitants (à hauteur de 35 000 euros). 

### Érection de la statue
Quand Maître Belloc eut terminé son travail, les énormes blocs de pierre de Beaucaire furent acheminés par chemins de fer jusqu'à la gare la plus proche, aux Martres-de-Veyre. En l'absence de voitures, il fallut 400 chars pour acheminer les pierres devant servir à construire la statue. À mesure que la pierre arrivait, Maître Belloc construisait sa statue.
Quand la construction fut terminée, au moment de retirer les échafaudages, les vents d'octobre renversèrent les grosses pièces de bois, qui dans leur chute, cassèrent et arrachèrent le bras droit de la vierge. L'artiste refit ce bras par la suite.

## Le pèlerinage
Chaque année depuis 1869 a lieu le pèlerinage à Notre-Dame de Monton, lors du dernier week-end du mois d'août.
Toute la semaine qui précède, membres de l'association et habitants du village s'affairent à décorer le village de Monton. 
Le samedi soir a lieu une veillée aux flambeaux tandis que le dimanche matin à 10 h, la procession démarre de l'église de Monton et monte au puy (à cette occasion, une relique miniature en feuille d'or est portée jusqu'à la Vierge). Sur le puy, une messe est célébrée (présidée par un prêtre ou un évêque).
Le midi, un repas est proposé au restaurant du village, et des animations se succèdent dans l'après-midi avant le feu d'artifice du soir.
Le 150e pèlerinage de Notre-Dame de Monton a eu lieu le 25 août 2019

## Description
Il s'agit d'une Vierge à l'Enfant. Exemple de représentation de l'Immaculée Conception, elle est couronnée, et piétine un serpent symbolisant le Mal (signifiant donc que les habitants du village en sont protégés).
La Vierge de Monton est l'une des plus hautes de France. Elle mesure 21 mètres avec son piédestal de 7 mètres, soit 14 mètres sans son piédestal. Il n'est pas possible de monter en haut de cette statue car aucun escalier intérieur n'existe.

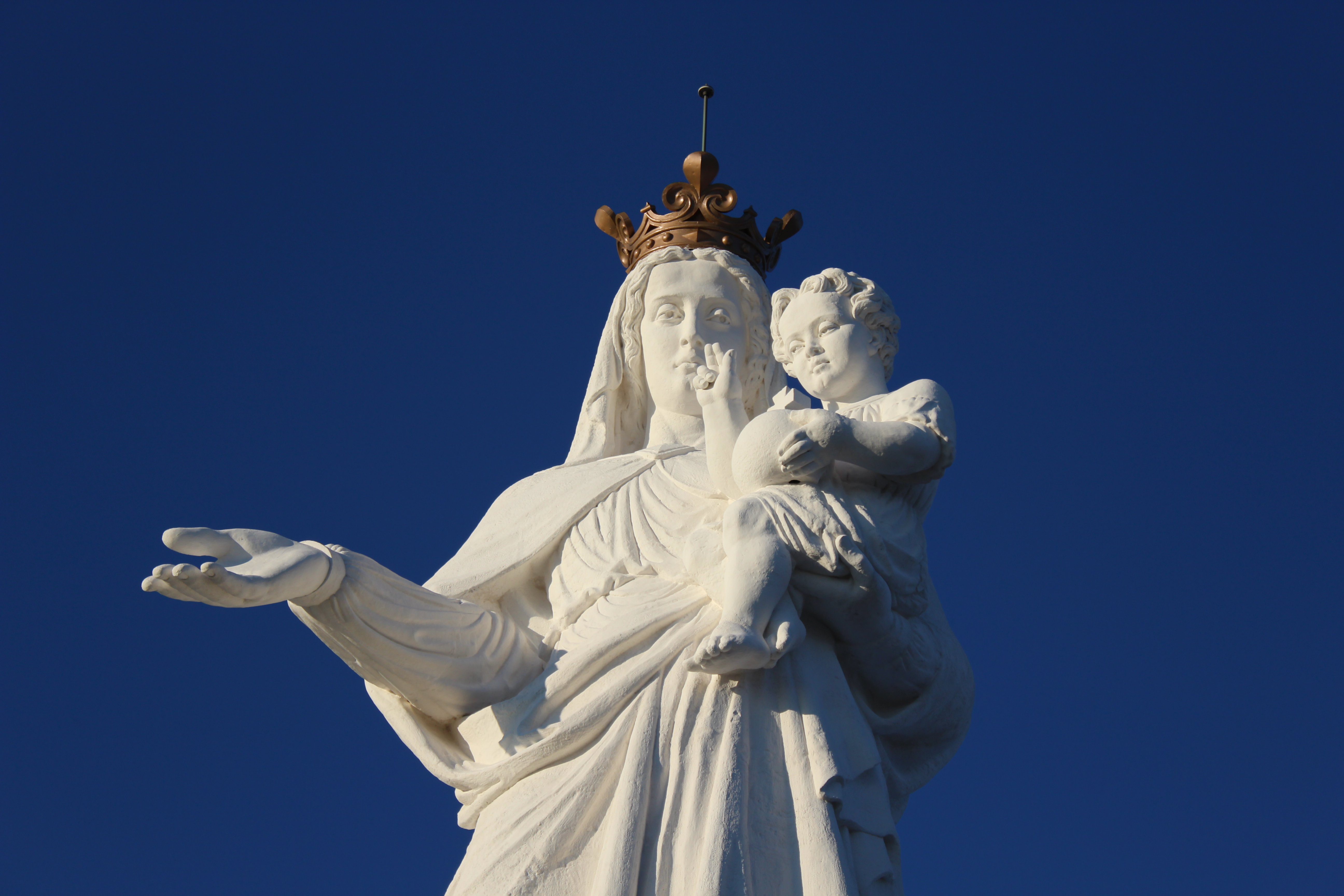
Notre-Dame de Monton

## Site
Une table d'orientation est installée sur le site, indiquant notamment le puy de Dôme.
Un canon allemand se situe au pied de la Vierge. Fondu en 1900 à Spandau (quartier de Berlin), cet obusier fut donné à Monton comme trophée après la Première Guerre mondiale. En 1940, pendant l'Occupation, il fut enterré sur la place, puis fut déterré vers 1955-1956.
Un historial retrace l'histoire de Notre-Dame de Monton, du pèlerinage, du canon prussien ainsi que du village.